# Insurrección anarquista de enero de 1933
La insurrección anarquista de enero de 1933, también conocida como la revolución de enero de 1933, fue la segunda de las insurrecciones llevadas a cabo por la Confederación Nacional del Trabajo (CNT) en España durante la Segunda República. La primera fue la insurrección anarquista del Alto Llobregat en enero de 1932, y la tercera fue la insurrección anarquista de diciembre de 1933.  
Durante la misma tuvieron lugar los Sucesos de Casas Viejas que conmocionaron a la opinión pública española contemporánea, en el contexto del final del primer bienio de la Segunda República Española.

## Inicio
La insurrección corresponde a la táctica anarquista de la CNT y de la FAI, correspondiente a realizar agitaciones sociales que denunciaran las paupérrimas condiciones de vida de la clase trabajadora española, situaciones que producirían el llamado "contagio revolucionario" en el cual se iniciaría la revolución libertaria en España. 
En un Pleno de Regionales de la CNT celebrado el 1 de diciembre de 1932 en Madrid el sindicato de ferroviarios solicitó el apoyo para declarar una huelga general en la que se reclamarían aumentos salariales. Al final los ferroviarios se echaron atrás porque más de la mitad de sus secciones sindicales pensaban que la huelga resultaría un fracaso, pero el Comité de Defensa Regional de Cataluña retomó la idea a propuesta de Joan García Oliver, dispuesto a poner en práctica la “gimnasia revolucionaria” que consistiría en una “acción insurreccional” que impidiera la consolidación de la “República Burguesa”. La fecha elegida fue el 8 de enero de 1933.
La insurrección se inicia el 1 de enero, cuando desde las siete de la tarde a las nueve de la noche, hacen explosión en La Felguera, (sede de la CNT de Asturias), varias bombas de gran potencia. Simultáneamente, en Sevilla, se producen algaradas callejeras y son asaltadas tiendas y bares. En el pueblo de Real de la Jara los agitadores incendian la iglesia local. Se producen también saqueos en Lérida, y enfrentamientos en Pedro Muñoz (Ciudad Real), donde los sindicalistas toman el Ayuntamiento, proclamando el comunismo libertario. El 2 de enero la Guardia Civil de Barcelona descubre un depósito de bombas atribuido al mismo sindicato. El día 3 se descubre otro arsenal de explosivos en Barcelona; el 5 estallan más artefactos en La Felguera, y en Gijón, y se agravan las huelgas de los tipógrafos en Valencia, los metalúrgicos y los empleados de la empresa Electra.

## Propagación

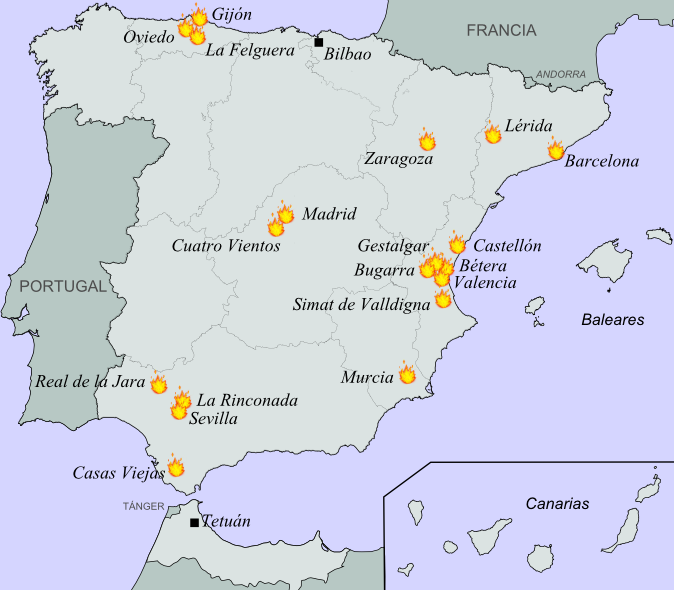
Principales escenarios.

- El día 8, miembros del movimiento anarcosindicalista de Madrid intentan tomar los cuarteles de Carabanchel, de la Montaña y María Cristina, produciéndose un intercambio de disparos con la Guardia Civil. En Barcelona se desarrollan actos de violencia en los alrededores del Arco del teatro, donde está instalada la sede del sindicato. Hay también tiroteos ante el cuartel de Atarazanas, donde un guardia de asalto cae muerto, y un cabo resulta herido. En la jefatura de policía de Madrid estallan tres bombas.

- En Valencia, las organizaciones anarcosindicalistas se suman a la agitación en gran parte de la región. Hay desórdenes en Valencia y en numerosos pueblos de la provincia, como Ribarroja del Turia, Bétera, Benaguacil y Utiel.[5] En Gestalgar estallan varias bombas. En Bugarra, los anarquistas después un intenso combate con las fuerzas del orden toman el pueblo, con un saldo de más de cinco muertos y varios heridos, y proclaman el comunismo libertario. En Castellón de la Plana se inicia la agitación el día 10. En Bugarra murieron un guardia civil y un guardia de asalto durante la insurrección; cuando la Guardia Civil restableció el orden causó la muerte de diez paisanos y detuvo a 250.[6]

- La agitación se va extendiendo a Zaragoza, Murcia, Oviedo y otras provincias, alcanzando su mayor resonancia en Andalucía, donde se inician numerosas huelgas. En Sevilla se incendian coches y tranvías, en donde la fuerza pública se enfrenta en varios tiroteos. En La Rinconada, se proclama el comunismo libertario.

- Sucesos de Casas Viejas: en Casas Viejas (Cádiz), los campesinos anarcosindicalistas se sublevan proclamando el comunismo libertario. Las fuerzas de orden público al mando del capitán Rojas provocan una matanza de vecinos de la localidad, que se convierte en un gran escándalo político.

## Finalización
El Comité Nacional de CNT, que no había convocado la huelga, declaró el 10 de enero que la insurrección había sido “de pura significancia anarquista sin que para nada haya intervenido en ellos el organismo federal”, aunque no la condenaban, como tampoco lo hacía el órgano confederal Solidaridad Obrera, para cumplir “con un deber de solidaridad y de conciencia”. Pero no era esa su revolución que se hará “con garantías”, “a la luz del día”.
El diario oficial de la CNT en Madrid, que el día 9 de enero había escrito en su editorial “esa no es nuestra revolución”, dos días después afirmaba “Ni vencidos ni humillados” y responsabilizaba de la insurrección a “la política represiva... sectaria de los socialistas que detentan el poder y usan de él contra los intereses de los trabajadores”. Las revueltas “existen y aumentarán por razones de injusticia bien patentes”. Por eso, “vencida una insurrección surge otra, resuelta una huelga, otra se produce; apaciguado un motín, estalla otro mayor”.
Mucho tiempo después en “El eco de los pasos” (1978) Juan García Oliver habló del alcance de la insurrección anarquista de enero de 1933, de la que se consideraba máximo instigador, al calificarla como “una de las batallas más serias entre los libertarios y el Estado español… que determinó que los partidos republicanos y el Partido Socialista perdieran su influencia sobre la mayoría de los españoles”.